# Laucha
Laucha è una frazione del comune tedesco di Hörsel, in Turingia.

## Storia
Laucha costituì un comune autonomo fino al 1º dicembre 2011.